# Niederissigheim
Niederissigheim ist ein Stadtteil der Stadt Bruchköbel im hessischen Main-Kinzig-Kreis mit ca. 3000 Einwohnern.

## Geografische Lage
Der Ort liegt auf einer Höhe von 123 m über NN, 7 km nördlich des Stadtzentrums von  Hanau, zwischen Schöneck und Erlensee. Zwischen dem Stadtkern von Bruchköbel und Niederissigheim liegt ein Gewerbegebiet. Ursprünglich lag die Siedlung in einem flachen Tal, das vom Krebsbach durchflossen wird. Nach wiederkehrenden Überschwemmungen verlegte ein Teil der Einwohner ihre Gehöfte auf die angrenzenden Hügel, sodass zwei unabhängige Dörfer, Nieder- und Oberissigheim, entstanden.

## Geschichte

### Mittelalter
Die älteste erhaltene Erwähnung des Ortes stammt aus der Zeit um 850 und steht in einer Schenkungsurkunde an das Kloster Fulda. Dies gab den Besitz an sein Filial-Kloster in Schlüchtern weiter, das 1167 als Eigentümer genannt wird. Der Besitz umfasste neben der Kirche und deren Patronat auch den Zehnten und einen Fronhof. Die Vogtei über die Klosterbesitzungen war an die von Brauneck als Lehen vergeben, ab 1456 an die von Karben, dann an die von Elkershausen und 1616 an die von Auerochs. 1368 war der Ort zur Herrschaft Hanau gekommen, der späteren Grafschaft Hanau, dann Grafschaft Hanau-Münzenberg. Das Dorf gehörte zu deren Amt Büchertal.
Kirchliche Mittelbehörde war das Archidiakonat des Propstes von St. Maria ad Gradus in Mainz, Landkapitel Roßdorf.

### Historische Namensformen
In erhaltenen Urkunden wurde Niederissigheim unter den folgenden Namen erwähnt (in Klammern das Jahr der Erwähnung):
- Ohssencheim (1167)
- Ohsenkeim inferior (1251)
- inferior villa Ussenkeim (1282)
- Nydern Ussengheim (1342)
- Nidern Ussigheim (1443)
- Nieder-Issigheim (1567)

### Neuzeit
Die Reformation setzte sich in der Grafschaft Hanau-Münzenberg in der Mitte des 16. Jahrhunderts zunächst in ihrer lutherischen Ausprägung durch. In einer „zweiten Reformation“, wurde die Konfession der Grafschaft Hanau-Münzenberg erneut gewechselt: Graf Philipp Ludwig II. verfolgte ab 1597 eine entschieden reformierte Kirchenpolitik. Er machte vom Jus reformandi Gebrauch, seinem Recht als Landesherr, die Konfession seiner Untertanen zu bestimmen, und setzte dies für die Grafschaft weitgehend als verbindlich durch, so auch in Niederissigheim. Kirchliche Oberbehörde war nun das Konsistorium in Hanau. Die Gemeinde gehörte zur „Klasse“ (Dekanat) Bücherthal und war meist mit der Kirchengemeinde in Bruchköbel verbunden.
Im Dreißigjährigen Krieg wurde der Ort fast ganz zerstört. Während dieser Zeit kam fast die Hälfte der Einwohner des Ortes ums Leben. Nach dem Entsatz Hanaus von seiner Belagerung 1636 kehrten die verbliebenen, geflüchteten Einwohner zurück und bauten Niederissigheim wieder auf.
Nach dem Tod des letzten Hanauer Grafen, Johann Reinhard III., 1736, erbte Landgraf Friedrich I. von Hessen-Kassel aufgrund eines Erbvertrages aus dem Jahr 1643 die Grafschaft Hanau-Münzenberg und damit auch das Amt Büchertal und Niederissigheim.
1738 konnte eine neue Kirche eingeweiht werden. Neben dieser evangelischen Kirche steht das Pfarrhaus und heute auch das evangelische Gemeindezentrum.
1803 wurde die Landgrafschaft Hessen-Kassel zum Kurfürstentum Hessen erhoben. Während der napoleonischen Zeit stand das Amt Büchertal ab 1806 unter französischer Militärverwaltung, gehörte 1807–1810 zum Fürstentum Hanau und dann von 1810 bis 1813 zum Großherzogtum Frankfurt, Departement Hanau. Anschließend fiel es wieder an das Kurfürstentum Hessen zurück. Nach der Verwaltungsreform des Kurfürstentums Hessen von 1821, im Rahmen derer Kurhessen in vier Provinzen und 22 Kreise eingeteilt wurde, ging das Amt Büchertal im neu gebildeten Kreis Hanau auf. 1866 wurde – nach dem verlorenen Krieg an der Seite Österreichs – Kurhessen vom Königreich Preußen annektiert.
Das Ende des Zweiten Weltkriegs brachte auch für Niederissigheim tiefgreifende strukturelle Veränderungen. Viele Heimatvertriebene wurden hier ansässig. Damit ging die Struktur eines Bauerndorfes endgültig verloren, Niederissigheim wurde zur Wohnsitzgemeinde. Im Rahmen der Hessischen Gebietsreform erfolgte am 31. Dezember 1971 die Eingemeindung nach Bruchköbel.

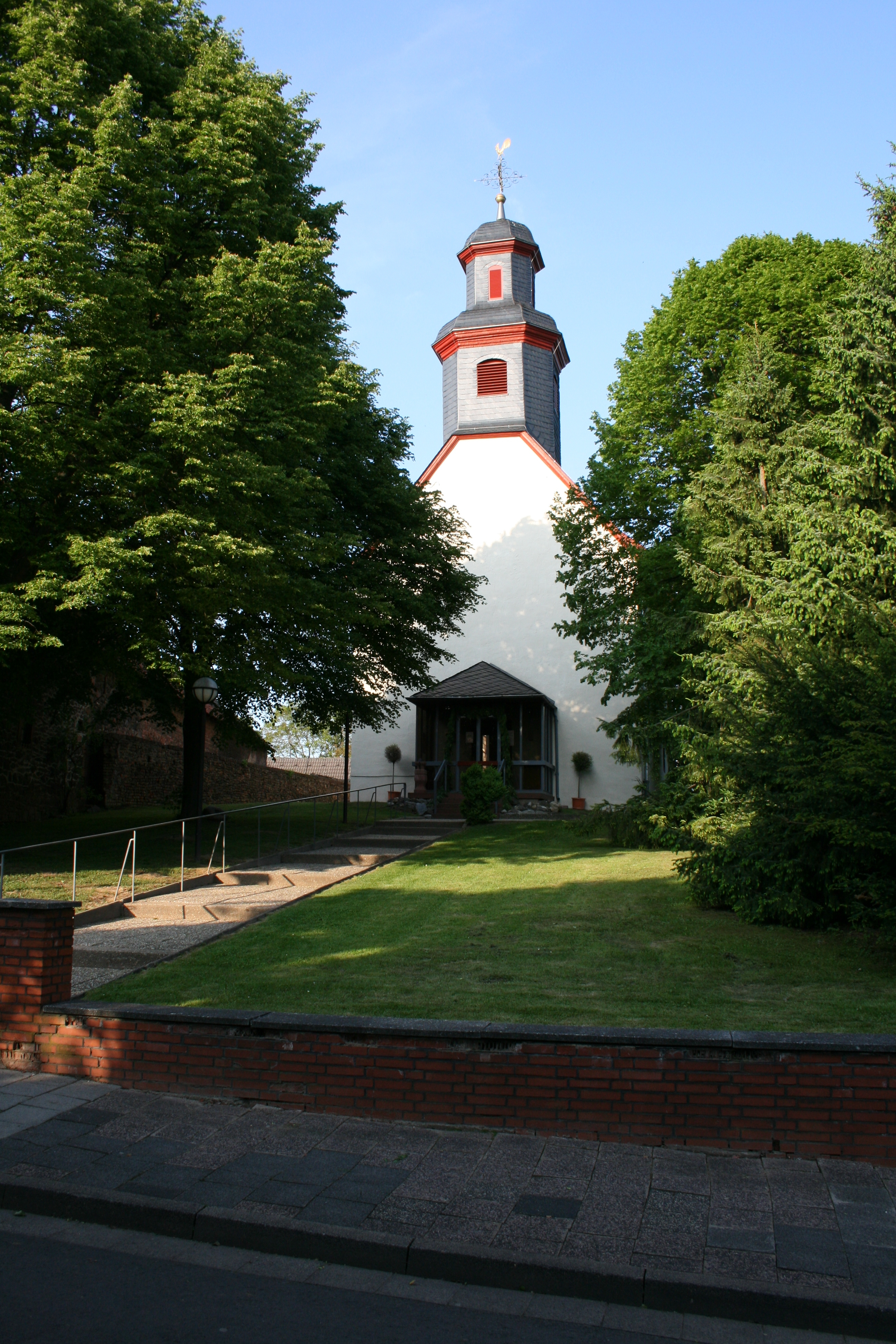
Evangelische Kirche in Niederissigheim, erbaut 1735–38.

### Bevölkerung
Einwohnerentwicklung
 Quelle: Historisches Ortslexikon
- 1587: 18 Schützen, 5 Spießer
- 1632: 20 Familien[5]
- 1707: 19 Familien
- 1754: 24 Familien = 135 Einwohner
- 1812: 34 Feuerstellen, 236 Seelen

| Niederissigheim: Einwohnerzahlen von 1812 bis 2011 | Niederissigheim: Einwohnerzahlen von 1812 bis 2011 | Niederissigheim: Einwohnerzahlen von 1812 bis 2011 | Niederissigheim: Einwohnerzahlen von 1812 bis 2011 | Niederissigheim: Einwohnerzahlen von 1812 bis 2011 |
| --- | -------------------------------------------------- | -------------------------------------------------- | -------------------------------------------------- | -------------------------------------------------- |
| Jahr |                                                    |                                                    |                                                    | Einwohner                                          |
| 1812 | 1812                                               |                                                    | 236                                                | 236                                                |
| 1834 | 1834                                               |                                                    | 259                                                | 259                                                |
| 1840 | 1840                                               |                                                    | 269                                                | 269                                                |
| 1846 | 1846                                               |                                                    | 273                                                | 273                                                |
| 1852 | 1852                                               |                                                    | 288                                                | 288                                                |
| 1858 | 1858                                               |                                                    | 267                                                | 267                                                |
| 1864 | 1864                                               |                                                    | 283                                                | 283                                                |
| 1871 | 1871                                               |                                                    | 293                                                | 293                                                |
| 1875 | 1875                                               |                                                    | 304                                                | 304                                                |
| 1885 | 1885                                               |                                                    | 321                                                | 321                                                |
| 1895 | 1895                                               |                                                    | 327                                                | 327                                                |
| 1905 | 1905                                               |                                                    | 395                                                | 395                                                |
| 1910 | 1910                                               |                                                    | 415                                                | 415                                                |
| 1925 | 1925                                               |                                                    | 416                                                | 416                                                |
| 1939 | 1939                                               |                                                    | 434                                                | 434                                                |
| 1946 | 1946                                               |                                                    | 623                                                | 623                                                |
| 1950 | 1950                                               |                                                    | 632                                                | 632                                                |
| 1956 | 1956                                               |                                                    | 637                                                | 637                                                |
| 1961 | 1961                                               |                                                    | 690                                                | 690                                                |
| 1967 | 1967                                               |                                                    | 1.112                                              | 1.112                                              |
| 1970 | 1970                                               |                                                    | 1.308                                              | 1.308                                              |
| 1980 | 1980                                               |                                                    | ?                                                  | ?                                                  |
| 1990 | 1990                                               |                                                    | ?                                                  | ?                                                  |
| 2000 | 2000                                               |                                                    | ?                                                  | ?                                                  |
| 2011 | 2011                                               |                                                    | 2.739                                              | 2.739                                              |
| Datenquelle: Historisches Gemeindeverzeichnis für Hessen: Die Bevölkerung der Gemeinden 1834 bis 1967. Wiesbaden: Hessisches Statistisches Landesamt, 1968. Weitere Quellen: ; Zensus 2011 |                                                    |                                                    |                                                    |                                                    |

Religionszugehörigkeit
 Quelle: Historisches Ortslexikon
| • 1885: | 315 evangelische (= 98,13 %), fünf katholische (= 1,53 %), ein anderes christlich-konfessioneller (= 0,31 % Einwohner) |
| • 1961: | 537 evangelische (= 77,83 %), 146 katholische (= 21,16 %) Einwohner                                                    |

## Wappen
Erst ab 1920 gab es für die Gemeinden in dieser Gegend die Möglichkeit ein Wappen zu führen. Von diesem Recht machten aber nur größere Gemeinden Gebrauch. In den Fünfzigerjahren ermunterte die hessische Landesregierung die Gemeinden sich um ein Wappen zu bemühen und bot dafür die Unterstützung des Hauptstaatsarchivs Wiesbaden an. Als Vorlage für das Wappen von Niederissigheim, wie auch der anderen Ortsteile diente das alte Ortsgerichtssiegel: in Blau zwischen zwei silbernen Lilien das goldene Gemerke "N". Die Lilien sind nur schmückendes Beiwerk und haben keine geschichtliche Bedeutung.

## Regelmäßige Veranstaltungen
- Immer am Fastnachtssonntag findet ein großer Karnevalsumzug durch den Ort statt.

- Immer an Fronleichnam findet der Grilltag/Tag der offenen Tür der Freiwilligen Feuerwehr statt.

- Je nach Wetterlagen finden im Spätsommer kurzfristig unter der Woche ab 18.30Uhr Dämmerschoppen auf dem Parkplatz des Feuerwehrgerätehauses statt

- Kartoffelfest (alle 2 Jahre im Herbst)

- Kerb drittes Oktoberwochenende

- Sonnwendfeuer

- Weihnachtskonzertnachmittag des Musikzugs Niederissigheim

- Verschiedene Faschingssitzungen (Damen & Herren Mixed Sitzung, Maskenball, Zugball nach dem Karnevalsumzug) finden vom NCC (Niederissigheimer Carneval Club) statt.

## Wirtschaft und Infrastruktur
- In Niederissigheim gibt es zwei Kindertagesstätten: Die Ältere befindet sich in der Nähe der Mehrzweckhalle und heißt KITA "Hasenburg". Die Neuere, KITA "Luthers Apfelbaum" wurde 1994 im Neubaugebiet Wilhelm-Busch-Ring gebaut und ist ein evangelischer Kindergarten.
- Am Ortsausgang Richtung Oberissigheim liegen der Fußballplatz und die Mehrzweckhalle.

### Verkehr
Nächstgelegener Bahnhof ist der von Bruchköbel an der Bahnstrecke Friedberg–Hanau.
An den ÖPNV ist Niederissigheim durch die Bus-Linie MKK 33 (Hanau-Bruchköbel-Niederissigheim-Oberissigheim) des Busunternehmens "Heuser Rack Stroh" und weitere Bus-Linien des Rhein-Main-Verkehrsverbundes angeschlossen.

### Betriebe
Bekannt ist Niederissigheim auch durch die Wurst- und Fleischwarenfabrik Eidmann, die hessenweit Kunden hat. Im Gewerbegebiet ist unter anderem die Firma Gerhard Denecke angesiedelt, die mit Frischeprodukten handelt. In der ganzen Region bekannt ist die Kelterei Walther, die noch selbst Apfelsaft und -wein herstellt.

## Persönlichkeiten
- Heinrich Lind (1878–1941), Landwirt, Politiker (DNVP, CNBLVP), Bürgermeister und Mitglied des Reichstags